# Roussillon
Roussillon [ʀusiˈjɔ̃] (katalánsky Rosselló) je historické území v jižní Francii zahrnující zhruba dnešní departement Pyrénées-Orientales, který náleží do regionu Okcitánie. Hlavním městem středověkého hrabství Rosselló byl Perpignan.

## Geografie

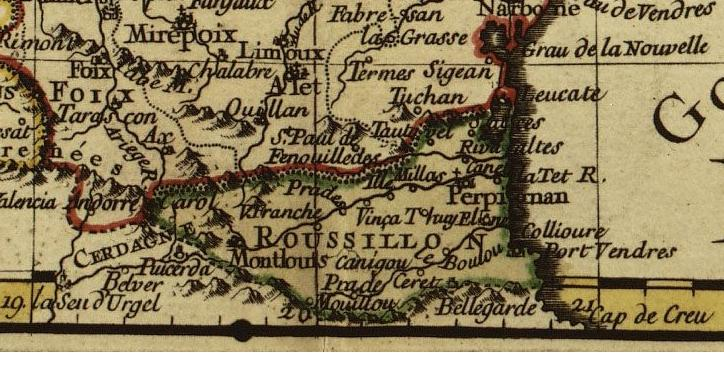
Roussillon na historické mapě z roku 1746

Nížinou Roussillon protékají z jihu na sever tři hlavní toky – Tech, Têt a Agly. Nejvyšší horou je Pic du Canigou (2785 m n. m.). Díky středozemnímu klimatu je zde významné zemědělství (pěstování révy vinné, zeleniny a ovoce) a turismus (přímořská letoviska s písečnými plážemi Argelès-sur-Mer, Collioure, Port-Vendres, Banyuls-sur-Mer a Cerbère na pobřeží Côte Vermeille).

## Historie
Území je pojmenováno po středověkém hrabství Rosselló na severním okraji Pyrenejí u Středozemního moře. Bylo jedním z katalánských hrabství, která vytvořil Karel Veliký, aby ochránil část Španělské marky Franské říše proti Maurům na Iberském poloostrově.
Po Pyrenejském míru v roce 1659 bylo hrabství Rosselló spolu s dalšími hrabstvími Severního Katalánska odtrženo od Katalánska a připojeno k Francii. Území bylo poté přejmenováno podle tohoto hrabství na Roussillon.
Po Velké francouzské revoluci bylo území Francie rozděleno na departementy. V roce 1790 byla historická provincie Roussillon zrušena a nahrazena departementem Pyrénées-Orientales. Název Roussillon se dnes používá k pojmenování bývalého regionu Languedoc-Roussillon.